# Alvaro Načinović
Alvaro Načinović (ur. 2 marca 1966 w Rijece) – chorwacki piłkarz ręczny, uczestnik i brązowy medalista Letnich Igrzyskach Olimpijskich w Seulu i złoty medalista Igrzysk Olimpijskich w Atlancie.